# Седой дятел
Седо́й, седой зелёный дя́тел, или  седоголовый дятел (лат. Picus canus) — лесная птица из семейства дятловых, близкий родственник зелёного дятла. Распространён в полосе лесов Евразии от центральных районов Европы на восток до тихоокеанского побережья, Малайского полуострова и Суматры. В зимнее время часто ведёт кочевой образ жизни в пределах гнездового ареала, в тропиках живёт оседло. Почти повсюду редкая птица, однако, по всей видимости, это не связано с антропогенным фактором.

## Описание

### Внешний вид

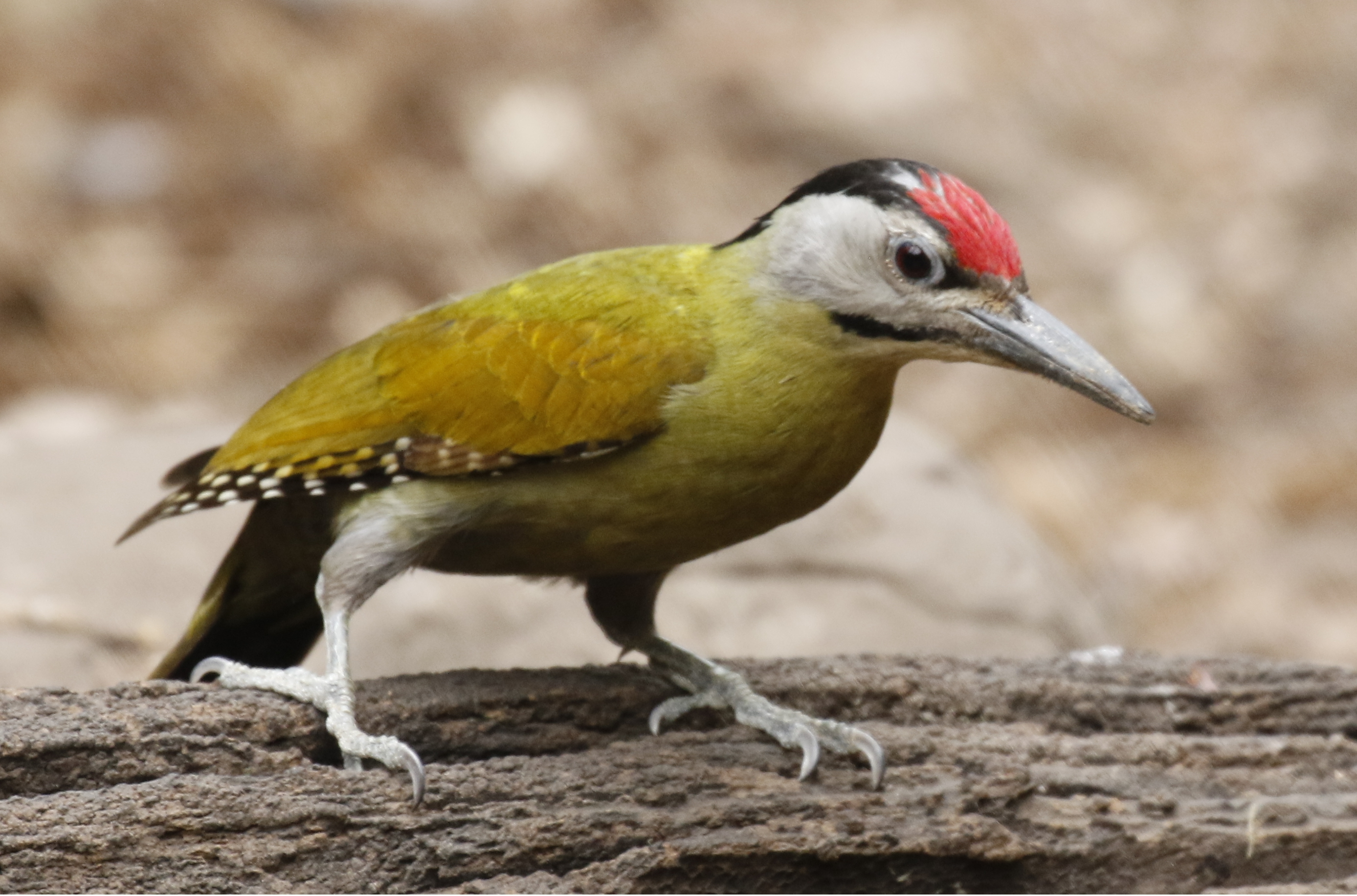
Самец

Заметно мельче зелёного дятла, однако несколько крупнее белоспинного; с первым из них помимо близкого родства имеет много общего во внешнем облике. Длина тела 25—28 см, размах крыльев 38—42 см, вес 90—170 г. В сравнении с зелёным у седоголового дятла голова несколько меньше и более округлая, клюв тоньше и короче. В окрасе головы эти два вида имеют заметные отличия — если у обоих полов зелёного красная «шапочка» идёт ото лба до зашейка, то у седого она имеется только у самца, да и то ограничена небольшим красным пятном на лбу. Остальная часть головы у седого дятла более монотонная пепельно-серая, чёрная полоска «усов» заметно тоньше. Если у зелёного вокруг глаза имеется большое чёрное пятно, то у седого оно развито лишь в промежутке между глазом и основанием клюва. Спина оливково-зелёная (без желтоватого оттенка), надхвостье и верхние кроющие жёлто-зелёные, брюхо светло-серое с зеленоватым налётом. Клюв желтовато-серый, радужка янтарного цвета.

### Голос
При возбуждении издаёт серию захлёбывающихся звуков («чк..чк..чк»). Весенняя песня — ряд однообразных, но мелодичных, несколько меланхоличных свистов, которые можно описать как «кью..кью..кью» или «киль..киль..киль», повторяемых 5—20 (чаще всего 6—9) раз с отчётливым интервалом и постепенно замедляющихся. Имитацию этого свиста иногда используют орнитологи для подманивания птиц. Пение самок, как правило, более короткое и хриплое, а у гималайской популяции оно более мягкое и выдержанное на одной ноте, чем у европейской. При близком общении дятлы могут издавать односложные сигналы («кик») либо «чихают», то есть как бы издают «большой чих» («дьок…дьок»).

## Распространение

### Ареал
Природный ареал охватывает узкую полосу смешанных и широколиственных лесов Евразии от Франции, Швейцарии и Хорватии к востоку до Сахалина и Хоккайдо, а также значительную часть восточной и юго-восточной Азии к югу до Малайского полуострова и Суматры. Северная окраина ареала проходит примерно вдоль границы сплошной тайги — в Скандинавии в районе 64° с. ш., в европейской части России через Ленинградскую, Вологодскую области и южную часть Республики Коми, на Урале и в Западной Сибири в районе 61-й параллели, восточнее через Томск, северную оконечность Байкала, южную часть Витимского плоскогорья, через устье Аргуни, в Приморье через устье реки Горюн.
Южная оконечность ареала пролегает через участки лесостепной зоны. В Европе распространён к югу до средней Франции, Македонии, Болгарии, устья Днестра, южной части Днепропетровской области, районов Бузулука и Оренбурга. В Сибири встречается к югу до Барнаула, юго-западного Алтая, северной части Монгольского Алтая, Хангая и Хэнтэя. На Дальнем Востоке ареал резко уходит к югу, охватывая всю восточную часть Китая (включая острова Тайвань и Хайнань), Корею, часть Мьянмы, страны Индокитая и остров Суматру. Небольшой изолированный участок расположен в долинах и предгорьях Гималаев.

### Места обитания
Населяет самые разнообразные леса, большей частью широколиственные и смешанные. В Европе ареалы седого и зелёного дятлов пересекаются, однако первый из них больше ассоциируется с континентальными, в целом более возвышенными и горными районами, хотя встречается и на равнине. Отдаёт предпочтение не слишком густым лесам с открытыми участками — небольшим рощицам, пойменным лесам, плодовым садам, паркам. В сплошном лесу селится возле полян и просек. Встречается и на полностью открытой местности, но только поблизости от лесных массивов. На возвышенностях населяет светлые лиственные и хвойные леса с преобладанием дуба, ольхи, сосны. В горах гнездится в Европе до 1700 м, в Непале до 2600 м (обычно до 2000 м), в северной Мьянме и Китае до 2300 м, на Малайском полуострове до 900—1830 м, на Суматре до 2000 м над уровнем моря. Сплошной темнохвойной тайги типа кедровников в гнездовой период избегает, однако осенью залетает и туда.

## Питание

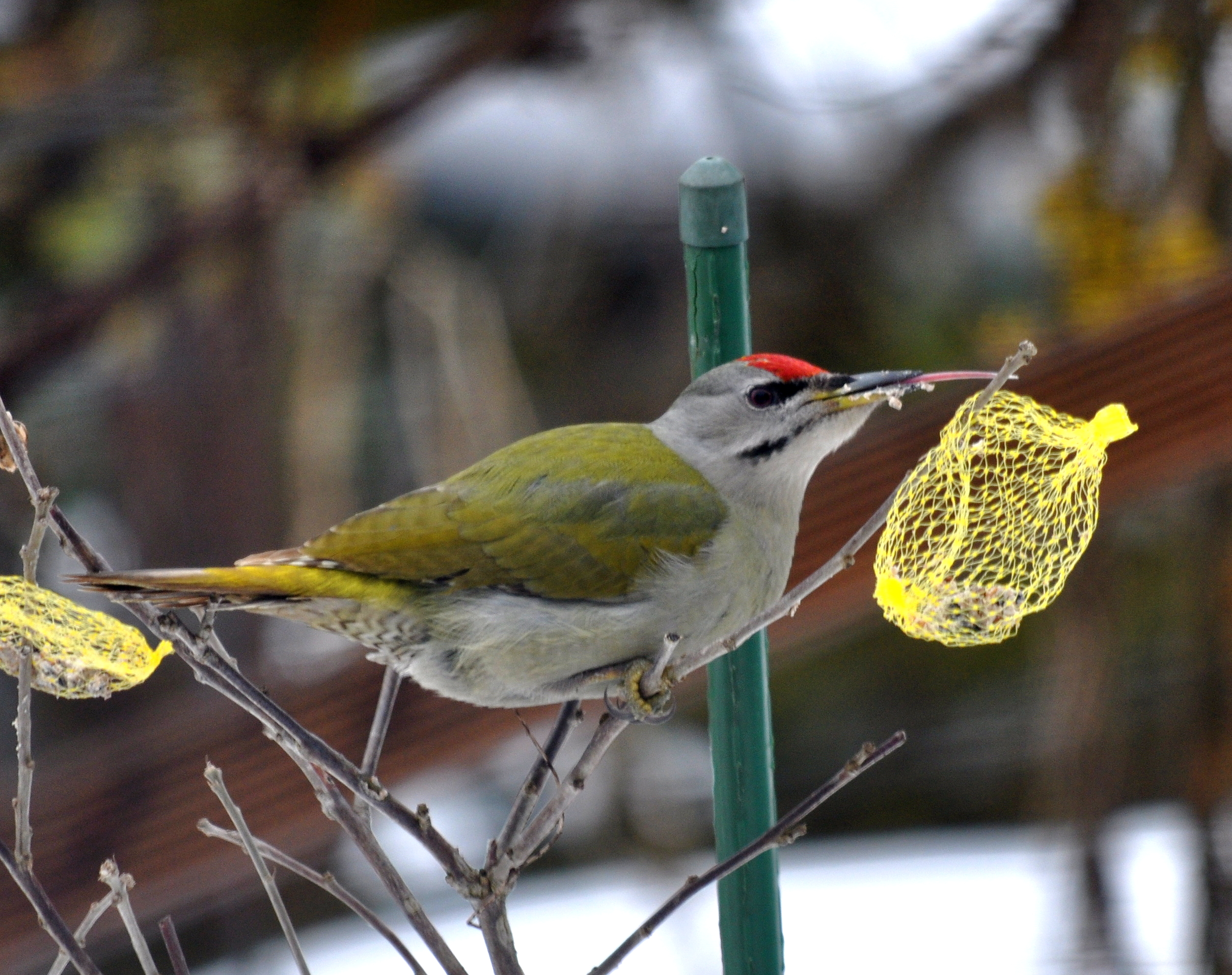
Седой дятел на кормушке (Германия)

Рацион несколько более разнообразный, чем у зелёного дятла, — по своему составу он занимает промежуточное положение между другими зелёными и пёстрыми дятлами. Его основу составляют муравьи (преимущественно мирмики, формики и лазиусы), а также имаго и личинки термитов. Кроме того, седой дятел питается другими насекомыми (например, личинками жуков, гусеницами, сверчками) и пауками. Осенью и зимой употребляет в пищу растительные корма — плоды некоторых плодовых деревьев (таких как яблоня, груша, вишня), семена сумаха, ягоды, орехи, жёлуди. В холодное время года нередко посещает кормушки.
Обычно кормится на поверхности земли, перепрыгивая с места на место: прощупывает клювом почву, погружает его в подземные муравьиные ходы и липким языком захватывает добычу. Иногда, чаще зимой, добывает корм со стволов больных деревьев, аналогично обшаривая муравьиные ходы. Долбит относительно немного и в основном мягкий материал вроде кусочков подгнившей коры. В тропиках Юго-Восточной Азии часто ассоциируется со смешанными птичьими стайками, на остальной части территории во внегнездовой период встречается преимущественно одиночными особями.

## Размножение
К размножению приступает к концу первого года жизни. Первые брачные крики самца в средней части Европы в мягкие зимы можно услышать уже начиная с конца января, хотя своего апогея они достигают во второй половине февраля и в начале марта. Активный ток продолжается до конца апреля, иногда до начала мая. До образования пары дятлы ведут себя очень подвижно, перемещаясь из одного района в другой. Это связано с относительной редкостью вида — облюбовав участок, самец нередко покидает его, если на его крик не отзывается самка. Напротив, как только пара формируется, птицы прекращают кочевать и придерживаются окончательно выбранной территории. Поющий самец обычно сидит на верхних сухих сучьях какого-нибудь крупного дерева, чаще всего его можно услышать в промежутке между 8 и 10 часами утра. Помимо пения, он иногда издаёт короткую барабанную дробь. Во время ухаживания птица с громким хлопаньем крыльев приземляется возле партнёра либо выбранного места для гнезда. Иногда самец ритуально кормит самку.

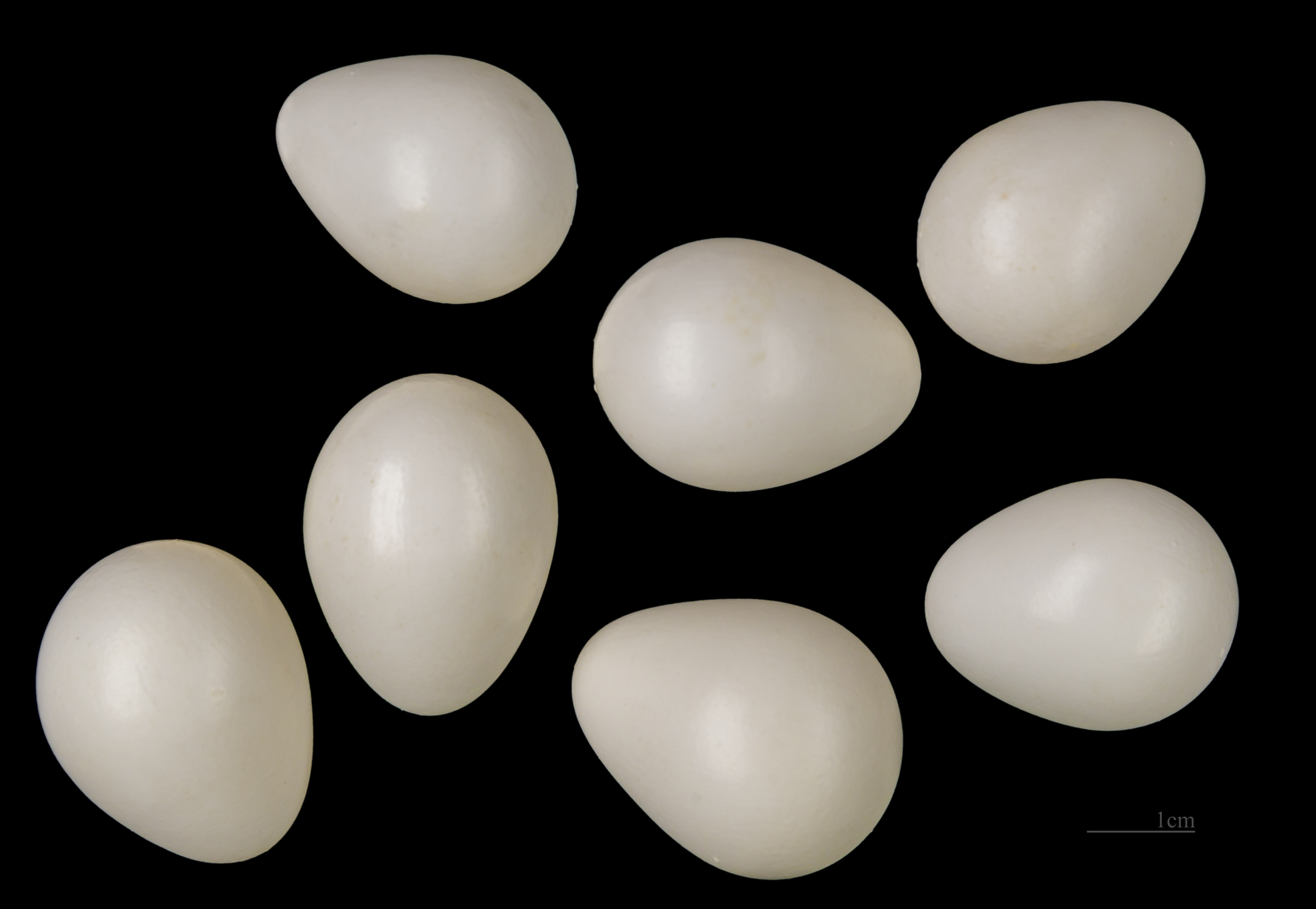
Яйца Picus canus

Гнездо устраивается в дупле на высоте 0,2—24 м (обычно 1,5—8) от поверхности земли. Обычно выбирают лиственное дерево с мягкой древесиной — клён, осину, ольху чёрную, берёзу и др, иногда мёртвое либо подпорченное грибком. На строительство уходит от девяти до двадцати суток, выдалбливают самец и самка. Леток имеет форму вертикально вытянутого овала; глубина дупла 25—30 см, диаметр дупла 15—20 см, диаметр летка около 6 см. Дополнительная выстилка отсутствует, однако на дне гнезда всегда имеется слой измельчённой гнилой древесины. Размер кладки варьирует в зависимости от района обитания — в Гималаях гнездо обычно содержит 4—5 яиц, в центральной Европе 7—9. Яйца белые, их размеры (24—31) х (19—24) мм. Насиживают оба члена пары, причём ночью и большую часть дня сидит самец. В этот период птицы молчаливы и ведут себя скрытно. Птенцы появляются на свет через 14—17 дней после кладки последнего яйца. Оба родителя в равной степени выкармливают потомство, отрыгивая им пищу из клюва в клюв. Иногда корм в гнездо приносит ещё одна самка. Через 23—27 дней подросшие птенцы поднимаются на крыло, однако ещё до середины лета кочуют вместе с родителями, после чего рассеиваются.

## Подвиды
Справочник «Путеводитель по птицам мира» перечисляет 11 подвидов седого дятла, распространённых от западной Европы до Юго-Восточной Азии. Фон и детали окраски сильно варьируют в зависимости от района обитания: у палеарктических форм разница выражается в интенсивности зелёных оттенков и в степени развития серого, у тропических популяций окраска более разнообразна и может включать в себя дополнительные гамму цветов и детали рисунка. Например, у обитающего на Суматре подвида dedemi по всему корпусу развита насыщенная малиновая окраска. Индо-малайские подвиды иногда выделяют в особый вид Picus guerini.
- Picus canus canus J. F. Gmelin, 1788 — Евразия от южной Скандинавии и Франции к востоку до Западной Сибири
- Picus canus jessoensis Stejneger, 1886 — Восточная Сибирь, Сахалин, Хоккайдо, Китай от северо-восточных до южных провинций, Корейский полуостров.
- Picus canus kogo (Bianchi, 1906) — центральный Китай от провинции Цинхай к востоку до Шаньси, на юг до Сычуань
- Picus canus guerini (Malherbe, 1849) — от северного Китая к югу до центральных районов Сычуань
- Picus canus sobrinus J. L. Peters, 1948 — северо-восточный Вьетнам, юго-восточный Китай (от Гуанси к востоку до Фуцзянь)
- Picus canus tancolo (Gould, 1863) — Тайвань, Хайнань
- Picus canus sordidior (Rippon, 1906) — Юго-восточный Тибет к востоку до западного Сычуань, на юг до Юньнань и северо-восточной Мьянмы
- Picus canus sanguiniceps Stuart Baker, 1926 — северо-восточный Пакистан, северная Индия, западная оконечность Непала
- Picus canus hessei Gyldenstolpe, 1916 — от Непала к востоку до Мьянмы, крайний юг Китая (южный Юньнань), большая часть Таиланда и Вьетнама
- Picus canus robinsoni (Ogilvie-Grant, 1906) — горный районы центральной части Малайского полуострова (Гунунг-Тахан, Камеронское нагорье)
- Picus canus dedemi (van Oort, 1911) — горные районы Суматры

Международный союз орнитологов выделяет 10 подвидов, рассматривая в качестве отдельного вида Picus dedemi.